# Armen Nazarian
Armen Nazarian –en armenio, Արմեն Նազարյան; en búlgaro, Армен Назарян– (Masis, URSS, 9 de marzo de 1974) es un deportista búlgaro de origen armenio que compitió en lucha grecorromana. Hasta 1996 compitió bajo la bandera de Armenia. Su hijo Edmond también compite en lucha grecorromana.
Participó en cuatro Juegos Olímpicos de Verano, entre los años 1996 y 2008, obteniendo en total tres medallas: oro en Atlanta 1996 y en Sídney 2000 y bronce en Atenas 2004.
Ganó 8 medallas en el Campeonato Mundial de Lucha entre los años 1993 y 2005, y 9 medallas en el Campeonato Europeo de Lucha entre los años 1994 y 2008.

## Palmarés internacional
| Representando a Armenia  |                                |                   |           |
| Juegos Olímpicos         |                                |                   |           |
| Año                      | Lugar                          | Medalla           | Categoría |
| 1996                     | Atlanta (Estados Unidos)       | Medalla de oro    | 52 kg     |
| Campeonato Mundial       |                                |                   |           |
| Año                      | Lugar                          | Medalla           | Categoría |
| 1993                     | Estocolomo (Suecia)            | Medalla de plata  | 52 kg     |
| 1995                     | Praga (República Checa)        | Medalla de plata  | 52 kg     |
| Campeonato Europeo       |                                |                   |           |
| Año                      | Lugar                          | Medalla           | Categoría |
| 1994                     | Atenas (Grecia)                | Medalla de oro    | 52 kg     |
| 1995                     | Besanzón (Francia)             | Medalla de oro    | 52 kg     |
| 1996                     | Budapest (Hungría)             | Medalla de plata  | 52 kg     |
| Representando a Bulgaria |                                |                   |           |
| Juegos Olímpicos         |                                |                   |           |
| Año                      | Lugar                          | Medalla           | Categoría |
| 2000                     | Sídney (Australia)             | Medalla de oro    | 58 kg     |
| 2004                     | Atenas (Grecia)                | Medalla de bronce | 60 kg     |
| Campeonato Mundial       |                                |                   |           |
| Año                      | Lugar                          | Medalla           | Categoría |
| 1997                     | Breslau (Polonia)              | Medalla de bronce | 58 kg     |
| 1998                     | Gävle (Suecia)                 | Medalla de bronce | 58 kg     |
| 1999                     | El Pireo (Grecia)              | Medalla de bronce | 58 kg     |
| 2002                     | Moscú (Rusia)                  | Medalla de oro    | 60 kg     |
| 2003                     | Créteil (Francia)              | Medalla de oro    | 60 kg     |
| 2005                     | Budapest (Hungría)             | Medalla de oro    | 60 kg     |
| Campeonato Europeo       |                                |                   |           |
| Año                      | Lugar                          | Medalla           | Categoría |
| 1998                     | Minsk (Bielorrusia)            | Medalla de oro    | 58 kg     |
| 1999                     | Sofía (Bulgaria)               | Medalla de oro    | 58 kg     |
| 2000                     | Moscú (Rusia)                  | Medalla de plata  | 58 kg     |
| 2002                     | Seinäjoki (Finlandia)          | Medalla de oro    | 60 kg     |
| 2003                     | Belgrado (Serbia y Montenegro) | Medalla de oro    | 60 kg     |
| 2008                     | Tampere (Finlandia)            | Medalla de plata  | 60 kg     |